# Прапор Лабрадору
Прапор Лабрадору, хоча і є неофіційним, використовується для позначення Лабрадору, континентального регіону з прилеглими островами канадійської провінції Ньюфаундленд та Лабрадор на відміну від регіону Ньюфаундленд провінції. Він був створений невеликою групою на чолі з Майклом С. Мартіном, який тоді був представником Південного Лабрадора в законодавчому органі провінції. Прапор символізував Лабрадор; його кольори відображаються у прапорі Нунаціавута, а його чорна (болотна) ялинова гілочка була прийнята для використання на прапорі франкофвнів Терра-неви. Чорна ялина, представник сімейства соснових, є найчисленнішим деревом у Лабрадорі та в провінції Ньюфаундленд та Лабрадор. Чорна ялина є офіційним деревом провінції Ньюфаундленд і Лабрадор і, таким чином, нагадує про те, що Лабрадор є частиною цієї адміністративної одиниці.

## Поштовх
У 1973 р. Уряд Ньюфаундленду попросив громадян провінції прийняти спеціальні проекти на ознаменування події 25-ї річниці конфедерації Ньюфаундленду з Канадою 1949 р. Майкл С. Мартін, член Палати зборів для району Південний Лабрадор, скористався цією можливістю зробити щось важливе для святкування спадщини Лабрадора як частини Ньюфаундленду. Вся провінція Ньюфаундленд не мала власної ідентичності, коли справа дійшла до прапора, оскільки Юніон Джек, прапор Сполученого Королівства, був призначений провінційним урядом як прапор провінції Ньюфаундленд 1952 року. Мартін та кілька інших людей вирішили, що їхнім проектом святкування буде створення прапора для Лабрадору, щоб дати принаймні тій частині Ньюфаундленду зовнішній символ ідентичності. 

## Дизайн
Сам прапор має пропорції 1: 2 і складається з трьох балок. Зверху вони білі, зелені (Pantone Green 256 U) і сині (Pantone Blue 2975 U), у пропорції 2: 1: 2. Зліва від білого поля - стилізоване зображення гілочки чорної смереки, найпоширенішого дерева в Лабрадорі та провінції. Це офіційне дерево всієї провінції і, таким чином, нагадує, що Лабрадор є частиною території провінції Ньюфаундленд і Лабрадор. Гілочка має два рісти, перший ріст коротший за другий, і обидва мають три гілки (включаючи центральну гілку), кожна приблизно однакової довжини. 

## Символізм
Верхня біла смужка відображає сніг, який, як жоден інший елемент, забарвлює культуру та спосіб життя лабрадорів. Нижня синя смуга символізує води Лабрадора, які служать магістраллю та підтримкою жителів Лабрадора. Центральна зелена смуга представляє племінну землю. Вона тонша за інші два, оскільки північний клімат Лабрадора має коротке літо. 
Гілочка за два роки зростає, щоб символізувати минуле і майбутнє Лабрадора. Коротший ріст внутрішніх гілочок символізує труднощі минулого, тоді як зовнішні гілки довші, як відображення надії, яку лабрадорійці мають на майбутнє. Три гілки символізують три нації-засновники Лабрадору; інну, інуїтів та європейських поселенців. Три гілки, що виходять з єдиного стебла, являють собою єдність різних народів у братстві всього людства, таким чином представляючи людей з цим та всіма в Лабрадорі. Оскільки чорна ялина, представник сімейства соснових дерев є офіційним деревом провінції Ньюфаундленд і Лабрадор, це також служить нагадуванням про те, що лабрадор є частиною цієї великої сутності. 

## Презентація
Спочатку було виготовлено 64 прапори, кожен з яких дружина Мартіна зшила; по одному для кожного з 59 міст і сіл Лабрадора, по одному для кожного з трьох інших членів Палати зборів лабрадорів та по одному для Мартіна та його дружини особисто. Прапори були розіслані громадам для демонстрації 31 березня 1974 р., у річницю вступу Ньюфаундленда до конфедерації (час був за секунду до півночі, щоб не було 1 квітня). 1 квітня три прапори, призначені для MHAs, були представлені їм на публічній церемонії в Будинку Конфедерації, в якому знаходиться провінційний законодавчий орган, у місті Сент-Джонс. 

## Зовнішні посилання
- Labrador
- Опис спадщини Лабрадора [Архівовано 4 лютого 2012 у Wayback Machine.]